# Jorge Chica
Pour les articles homonymes, voir Jorge Ramírez et Chica.
Jorge Chica Ramírez (1952 - 30 mars 2020) est un footballeur et neurochirurgien équatorien. Il obtient son diplôme de médecin alors qu'il joue encore pour le Barcelona Sporting Club, raison pour laquelle il est surnommé « The Doctor » sur le terrain. Il est champion avec le Barcelona Sporting Club en 1980.

## Biographie
Chica joue comme ailier gauche dans plusieurs clubs de football équatoriens,. Il est plus connu lorsqu'il rejoint le Barcelona Sporting Club en 1974, jouant pendant sept saisons jusqu'en 1980 ; en même temps, il obtient son diplôme de médecin, raison pour laquelle il est surnommé « The Doctor » Chica sur le terrain,. Il atteint le sommet de sa carrière en 1977 et 1978, quand il s'impose comme titulaire dans l'équipe avec Miguel Coronel, Washington Pepe Paes, Víctor Ephanor (en), Juan Madruñero, Nelsinho et d'autres. Il clos son cycle professionnel en tant que champion avec son équipe en 1980.
En tant que médecin, il se spécialise en neurochirurgie et travaille dans divers hôpitaux du New Jersey, aux États-Unis, avant de retourner en Équateur,.

## Décès
Quelques jours avant sa mort, Jorge Chica soigne l'ancien footballeur d'Emelec Ecuador Figueroa, en phase terminale d'un cancer. Jorge Chica est décédé à 68 ans le 30 mars 2020 des complications causées par le SARS-CoV-2, lors de la pandémie de Covid-19 en Équateur.